# 台湾山橙
山橙为夹竹桃科山橙属的植物，为台灣特有植物。分布在台湾海拔1,000米的地区，多生长在山地林中，目前尚未由人工引种栽培。